# Skarínou
Skarínou är en ort i Cypern.   Den ligger i distriktet Eparchía Lárnakas, i den sydöstra delen av landet, 40 km söder om huvudstaden Nicosia. Skarínou ligger 146 meter över havet och antalet invånare är 248. Den ligger på ön Cypern.
Terrängen runt Skarínou är huvudsakligen kuperad, men österut är den platt.  Närmaste större samhälle är Kofínou, 3,2 km öster om Skarínou. Trakten runt Skarínou består till största delen av jordbruksmark.